# Balliamo e cantiamo con Licia
Balliamo e cantiamo con Licia è una serie televisiva italiana andata in onda su Italia 1 nella primavera del 1988 e ispirata ai personaggi dell'anime Kiss Me Licia.
Il telefilm è l'ultimo di una serie iniziata nell'autunno del 1986 con Love Me Licia e proseguita nella primavera del 1987 con Licia dolce Licia e con Teneramente Licia nell'autunno dello stesso anno.

## Trama
Steve ottiene un permesso speciale che gli permette di alternare il servizio militare alla vita di tutti i giorni e lui ne approfitta per rientrare nel complesso dei Bee Hive, non più come bassista ma come secondo chitarrista. Jim, Mike e Paul daranno ospitalità a Steve, i quattro dovranno vedersela con il nuovo vicino di casa, un uomo maleducato e avaro che si rifiuta di pagare l'affitto di casa e organizza scherzi pesanti ai musicisti. Alla fine il suddetto si rassegna ad andarsene e il suo appartamento viene occupato da Steve e Paul.
I ragazzi si innamorano poi dell'attrice Jessica Sloan, che recita nella serie Una porta per il paradiso e cercano di avvicinarsi a lei raggirando il sorvegliante degli studi televisivi. Jessica, che risulterà essere un'amica d'infanzia di Licia, inizierà una relazione con Steve mentre Jim e Paul si interesseranno a due amiche di lei, Titti e Cinzia. In seguito i ragazzi dovranno affrontare dei bulli che molestavano le loro fidanzate e ne usciranno vincitori grazie all'aiuto di Mirko.
Marika convive con Satomi ed è  momentaneamente rassegnata all'idea che lui non sia intenzionato a sposarla per ora. La ragazza assume Teodora come governante, una persona bizzarra a motivo dei suoi modi inopportuni. Quando questa si licenzia, Marika assumerà il maggiordomo Mortimer De Funeralis, il quale ha fattezze di vampiro e, predilige le cose lugubri provocando parecchio timore in Marika e Satomi. Mortimer lascerà poi i due per andare da un suo zio in Transilvania.
Andrea, Elisa e Grinta hanno una nuova maestra, mentre Marrabbio ha un concorrente, Nerone, un venditore ambulante di panini ma avrà la meglio quando Licia farà guadagnare nuovi clienti al Mambo grazie a delle frittelle. Successivamente al ristorante verrà assunto Walter che si innamorerà, ricambiato, di Mary. Marrabbio, inizialmente geloso, dovrà accettare la relazione fra i due.
Alla fine della serie Licia scopre di aspettare un bambino e lo annuncia a tutti gli amici e parenti che accolgono la notizia con grande gioia. Mirko decide di prendersi una pausa dai Bee Hive per poter stare vicino a Licia, imitato da Satomi che invece ha deciso di seguire Marika a Londra. Il resto della band confluirà nel complesso di Cristina D'Avena. 

## Personaggi nuovi

### Teodora
Interpretata da Wilma D'Eusebio.
È una domestica che viene assunta da Marika per lei e Satomi. I due non si trovano bene con lei, perché ha dei modi di fare parecchio stravaganti. Per esempio, essendo molto golosa, continua a rubacchiare il cibo lasciato incustodito dai due, pulisce il televisore utilizzando dello sciampo e si siede sopra le camicie anziché stirarle. Marika e Satomi cominciano a non poterne più e si lamentano con lei che, di conseguenza, si licenzia.

### Mortimer De Funeralis
Interpretato da Mario Ventura.
È il domestico inglese che viene chiamato da Marika per sostituire Teodora. Diversamente da quest'ultima, svolge correttamente i suoi compiti, ma Satomi e Marika fatto fatica a convivere con lui per via del suo aspetto inquietante e dei suoi lugubri modi di fare. Fisicamente infatti somiglia a un vampiro, serve sempre cibi di colore nero, come il pane o il latte, prepara sempre cene a lume di candela con i lumini da cimitero e ha un orologio a cucù con un teschio. Alla fine se ne andrà via per poter assistere un suo zio che vive in Transilvania.

### Il vicino di casa
Interpretato da Mario Scarabelli.
Steve, Paul, Jim e Mike avevano un vicino di casa molto avaro, nonostante sembrasse parecchio ricco, che si divertiva a fare scherzi di pessimo gusto ai quattro musicisti. Quando il loro padrone di casa dice di voler mettere il suo appartamento in affitto a un prezzo bassissimo a chi fosse riuscito a scacciarlo, i quattro ragazzi, dopo numerosi tentativi, lo convincono ad andarsene, cominciando a occupare quella che era la sua abitazione.

### Nerone
Interpretato da Luigi Rosa.
È un ragazzo che, con il suo carretto, aveva avuto successo vendendo panini e altri cibi simili, facendo una grossa concorrenza al Mambo, che, al contrario, risultava avere ben poco successo. Nonostante ciò Nerone era riuscito comunque a fare amicizia con Licia e gli altri. Alla fine però, grazie alle ciambelle cucinate da quest'ultima, il Mambo ha un ottimo successo, surclassando Nerone.

### Jessica Sloan
Interpretata da Federica Panicucci.
È una famosa attrice televisiva, famosa per la serie Una porta per il paradiso, di cui Paul, Jim, Mike e Steve si erano infatuati. Riescono ad avvicinarsi a lei grazie al fatto che fosse un'amica d'infanzia di Licia. Alla fine sarà Steve ad avere la meglio su di lei, mentre Jim e Paul cominciano ad avere una relazione con due amiche di Jessica, mentre Mike rimarrà con Hildegard.

### Altri
- La nuova maestra di Andrea, Elisa e Grinta (interpretata da Paola Tovaglia), sostituisce la precedente, e risulta essere meno severa della suddetta.
- Un bigliettaio (interpretato da Gero) vende un biglietto della lotteria a Marrabbio, Lauro e Nonno Sam. Il suddetto risulta essere vincente, ma si scoprirà essere un falso.
- L'ispettore Brock (interpretato da Stefano Albertini) è un poliziotto che avvisa Marrabbio, Nonno Sam e Lauro del fatto che siano stati truffati con la vendita del biglietto della lotteria.
- Il padrone di casa di Steve, Paul, Jim e Mike (interpretato da Gianni Bortolotto) fa alcune apparizioni, prima lamentandosi del loro vicino di casa, e poi quando cederà ai ragazzi l'appartamento dei suddetti.
- Esculapio Segalossi (interpretato da Pierluigi Pelitti) è un medico che fa una veloce visita a Marrabbio, Nonno Sam e Lauro.
- Arsiero Spogneta[2] è un addetto che lavora come buttafuori agli studi televisivi di Una porta per il paradiso. Fa il possibile perché Steve, Jim, Paul e Mike non entrino.
- Esterina è una donna che conosce Marrabbio da quando erano entrambi giovani, ed è dichiaratamente innamorata di lui. Nonostante ciò lui non la sopporta.
- Al Mambo si presentano, per farsi assumere, quattro uomini quasi identici d'aspetto, dicendo tutti di chiamarsi Rufus. Dopo di loro arriva Ernesto, un saltimbanco.
- Titti e Cinzia sono due amiche di Jessica, che durante la serie cominceranno ad avere una relazione rispettivamente con Jim e Paul.
- I Delinquentes, capitanati da Rick, sono un gruppo di teppisti, amici d'infanzia di Jessica, Titti e Cinzia, ma che poi hanno cominciato a comportarsi male con loro, pretendendo che nessun altro uomo uscisse con loro tre. Verranno messi fuori gioco da Mirko.
- Il Texano è un uomo che compra il Mambo dopo che quest'ultimo gli viene venduto da Marrabbio in un momento di follia. Nell'episodio successivo, Marrabbio ha dei rimpianti e così, dopo molti piagnistei, si fa aiutare da tutti i personaggi della serie, compreso il rivale Nerone, per riappropriarsi del locale, facendolo passare per un edificio infestato da spiriti maligni.
- Compy è il computer di Andrea, che è in grado di parlare con lui come una persona. Questa caratteristica tuttavia è risaputa solo dallo stesso Andrea, da Elisa e da Grinta.

## Produzione
Come nelle due serie precedenti, questa si concentra principalmente sulle vicissitudini dei Bee Hive e di Licia, riservando ad Andrea e Giuliano dei brevi spazi. Inoltre, rispetto alla serie precedente torna il personaggio di Steve.
Diversamente da quanto accaduto in precedenza, i nuovi personaggi mantengono la voce dei loro attori, invece di venire doppiati da qualcun altro. A tal proposito è curioso notare che alcuni dei personaggi mai comparsi prima sono interpretati da doppiatori di altri personaggi. Per esempio Nerone e la maestra di Andrea sono interpretati da Luigi Rosa e Paola Tovaglia, rispettivamente doppiatori di Jim e di Grinta.

## Episodi
| Stagione       | Episodi | Prima TV Italia |
| -------------- | ------- | --------------- |
| Prima stagione | 36      | 1988            |

## Colonna sonora
La canzone della sigla è intitolata Balliamo e cantiamo con Licia; nello stesso anno della prima TV, il 1988, venne pubblicata la colonna sonora della serie su LP/MC con il titolo Balliamo e cantiamo con Licia, ristampata su CD e pubblicata il 7 dicembre 2010, in concomitanza con la replica su La5 e Hiro (dove nello stesso periodo della replica della prima stagione su La5, erano in onda le stagioni successive) all'interno del Box multidisco Licia e i Bee Hive Story.
La sigla è scritta da Carmelo Carucci e Alessandra Valeri Manera, e incisa come traccia 3 nell'album Fivelandia 6 – Le più belle sigle originali dei tuoi amici in TV.
Le canzoni della colonna sonora sono state composte da Ninni Carucci.

## Spin-off
Nell'ultimo episodio Steve riceve una telefonata da Cristina D'Avena che propone a lui, Jim, Paul e Mike di entrare a far parte del suo gruppo musicale. Tale telefonata fa da prologo alla serie Arriva Cristina che può dunque essere considerata uno spin-off della saga di Licia.